# Aschbach-Dorf
Aschbach-Dorf ist eine Ortschaft und Katastralgemeinde der Marktgemeinde Aschbach-Markt, Niederösterreich.

## Geografie
Aschbach-Dorf liegt südöstlich vom Hauptort Aschbach-Markt und ist von der Voralpen Straße (B122) über die Landesstraße L6215 erreichbar. Das im Kern aus mehreren bäuerlichen Anwesen bestehende Dorf wurde im Nordosten durch zahlreiche Einfamilienhäuser erweitert. Zur Katastralgemeinde gehören auch die Dörfer Göstling, Gunnersdorf und Lahen sowie der Weiler Riesing.

## Geschichte
Gegen Ende des Zweiten Weltkrieges wurden zwischen August 1944 und März 1945 ungarische, jüdische Frauen als Zwangsarbeiter für Waldarbeiten herangezogen.